# エインヘリャル

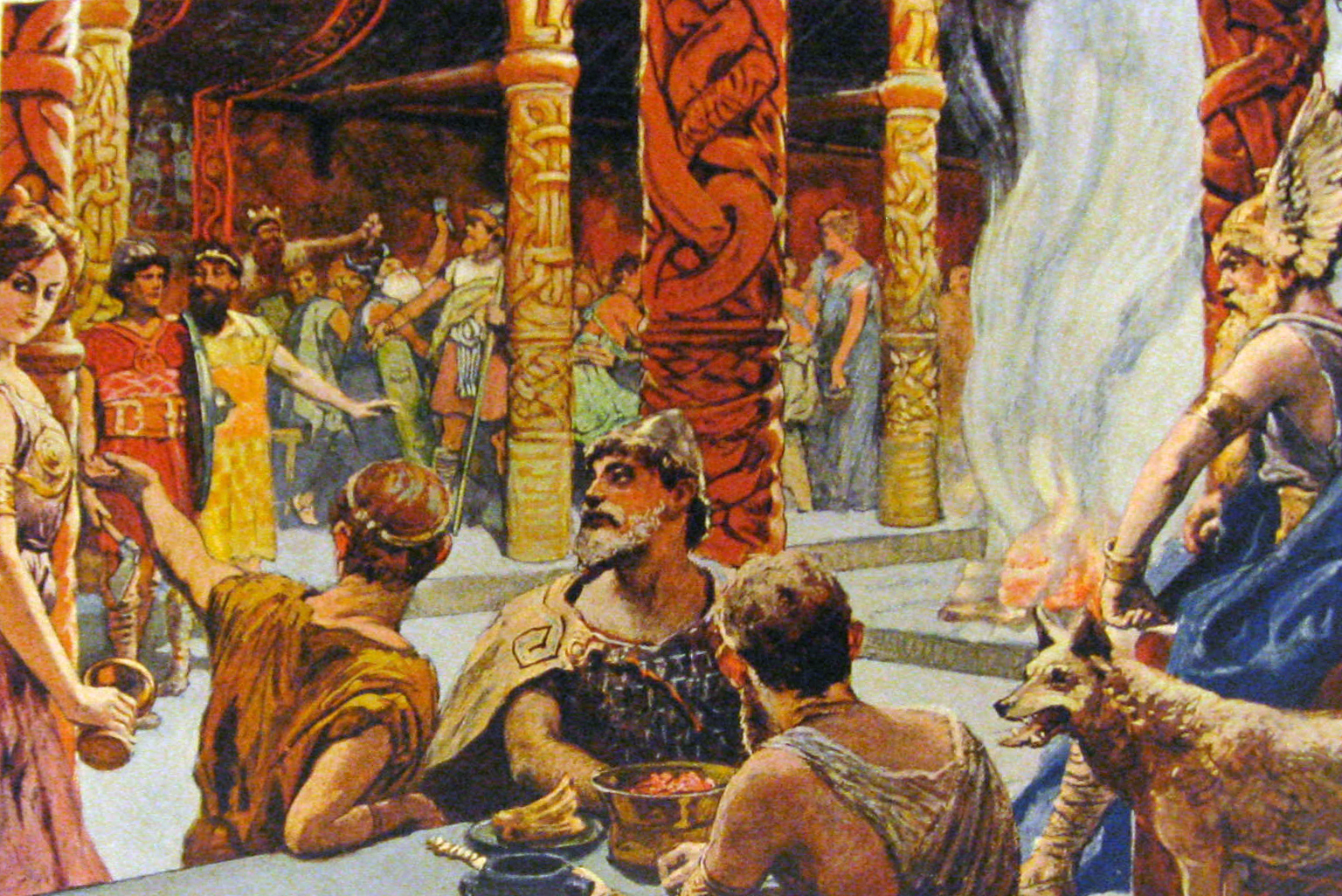
エミール・デープラーによって描かれたヴァルハラ内の様子。（1905年）

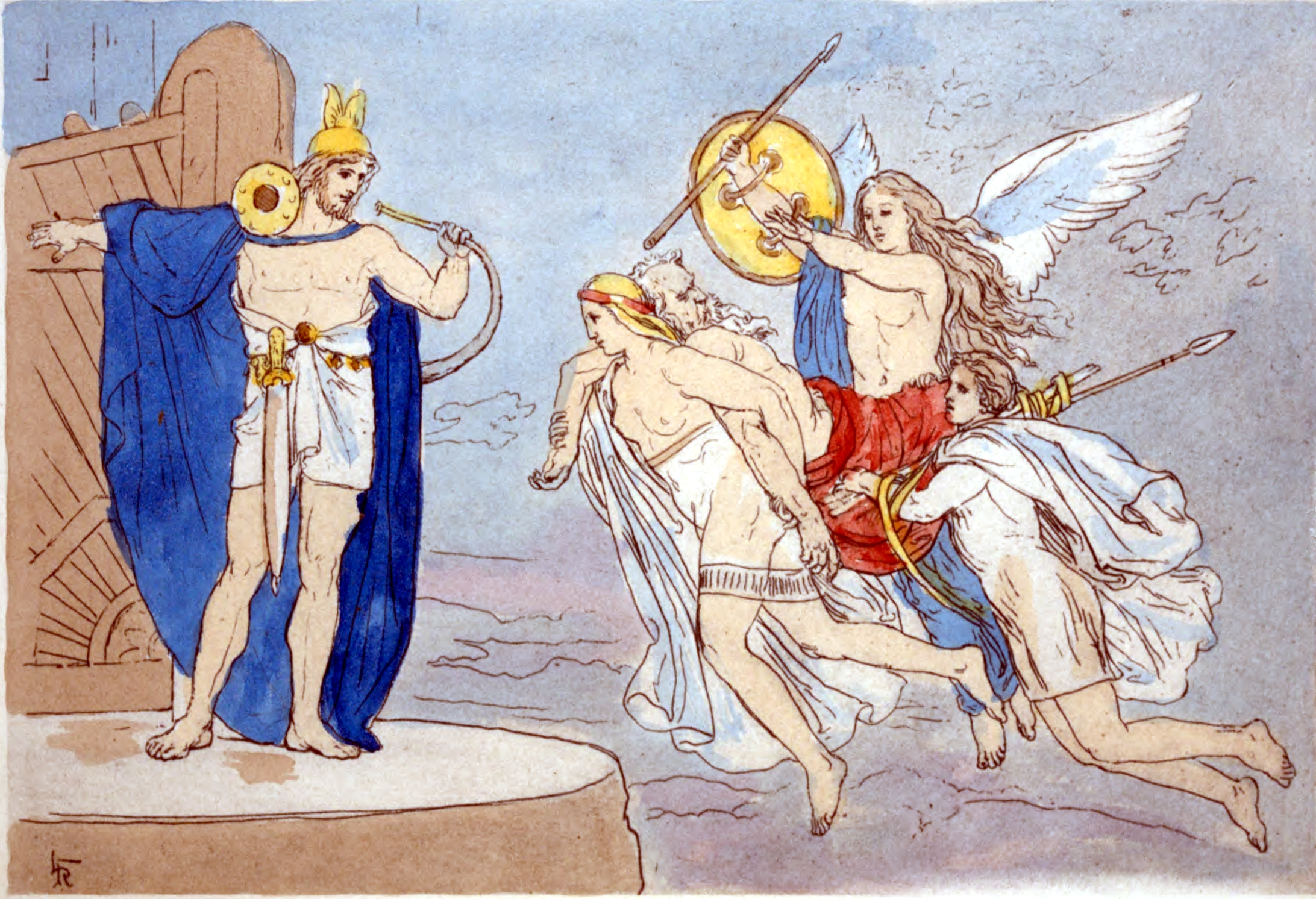
ローランス・フレーリクによって描かれた、戦死者を運んできた3人のヴァルキューレがヘイムダルに迎えられる場面。ヴィクトル・リュードベリの1906年の著書『Teutonic Mythology』の挿絵より。

エインヘリャル（古ノルド語: einherjar）は、北欧神話でいう戦死した勇者の魂。日本語表記では他にエインヘルヤル、アインヘリヤルもみられる。「死せる戦士たち」とも呼ばれる彼らは、ヴァルキューレによってヴァルハラの館に集められる。

## 概要
ラグナロクの際に、オーディンら神々と共に巨人たちと戦うために、彼らは毎日朝から互いに殺し合い、戦士としての腕を磨いている。その戦いで死んだものは、夕方になると皆生き返り、傷ついた者も同じく皆回復して、夜には盛大な宴を行う。
殺しても翌日蘇るイノシシのセーフリームニル（ゼーリムニルとも）の肉を食べ、ヤギのヘイズルーンの乳で作った酒をヴァルキリーの酌で楽しむ。そして、翌朝になると再び戦いあう。
ヴァイキングの間では、死後ヴァルハラに迎えられることこそ、戦士としての最高の栄誉とされていた。そのため、エインヘリャルとしての復活を信じて戦場においても死を恐れることなく、キリスト教徒より勇敢に戦うことが出来たと考えられている。

## ギュルヴィたぶらかし
『ギュルヴィたぶらかし』では、ラグナロクの時にはエインヘリャルが皆甲冑に身を固め、同様に武装したアース神族とともに、ヴィーグリーズの野に攻め込んできた巨人の軍勢に向かって進軍する様子が書かれている（オーディン対フェンリルのように、特定のエインヘリャルが特定の敵と戦うエピソードはない）。
『ギュルヴィたぶらかし』には、また、次のようなことが書いてある。